# Максименко Василь Дмитрович
Васи́ль Дми́трович Макси́менко — полковник Збройних сил України.
Станом на березень 2017 року — військовослужбовець військової частини А1049; Вінницька область.

## Нагороди
За особисту мужність і героїзм, виявлені у захисті державного суверенітету та територіальної цілісності України, вірність військовій присязі під час російсько-української війни нагороджений
- орденом Данила Галицького (4.12.2014)